# Whitlockita
La whitlockita es un mineral de la clase de los minerales fosfatos, y dentro de esta pertenece al llamado “grupo de la whitlockita”. Fue descubierta en 1940 en una mina de Groton (Nuevo Hampshire) en Estados Unidos, siendo nombrada así en honor de Percy Whitlock, mineralogista estadounidense. Un sinónimo poco usado es: pirofosforita.

## Características químicas
Es un fosfato anhidro de calcio y magnesio. El grupo de la whitlockita al que pertenece son todos estructuralmente complejos fosfatos de calcio y un metal. Todas los ejemplares de whitlockita no terrestres —encontrados en meteoritos— son considerados actualmente como merrillita.

## Formación y yacimientos
Es un mineral secundario inusual que aparece en complejos zonados de rocas pegmatitas de tipo granito. También se ha encontrado en yacimientos de rocas fosfatos, así como en cuevas a partir del guano.
Suele encontrarse asociado a otros minerales como: ludlamita, fairfieldita, trifilita, siderita, apatito, cuarzo o hidroxilapatito.

## Usos
Puede ser usada como gema para joyería.